# Live at Century City Playhouse 9/9/79
Live at Century City Playhouse 9/9/79 ist ein Jazzalbum von Horace Tapscott und dem Pan Afrikan Peoples Arkestra. Die am 9. September 1979 entstandenen Aufnahmen erschienen am 21. Mai 2021 in einer Auflage von 700 Exemplaren auf drei Langspielplatten auf dem von Tom Albach gegründeten Label Nimbus West Records, inzwischen im Besitz von Matt Whitehurst.

## Hintergrund
Von 1980 bis 2010 veröffentlichte der Musikproduzent Tom Albach – beginnend mit Flight 17 – drei Alben des Pan Afrikan Peoples Arkestra und konzentrierte sich dann darauf, Tapscott selbst und Alben mit einigen Musikern des Arkestra aufzunehmen. Er nahm Tapscott im Duo-, Trio- und Sextettformat sowie solo auf, außerdem etwa 15 Alben von Arkestra-Mitgliedern und Tapscott-Mitarbeitern, wie Desert Fairy Princess von Adele Sebastian. Nachdem Albach die Aktivitäten mit Tapscott und den Arkestra-Mitgliedern für sein Label Nimbus West aus finanziellen Gründen eingestellt und nach Europa emigriert war, kehrte er 1995 in die USA zurück. Er ließ Nimbus West bis Ende der 1990er Jahre schlummern, als er einige Titel neu auflegte und mehrere Alben auf CD veröffentlichte, die „in der Dose“ waren, darunter die Bände 8–11 der Tapscott-Solo-Aufnahmen. In den 2010er Jahren gab es einige weitere CD-Neuauflagen und auf 2 CDs die erste Ausgabe einer Live-Tapscott-Aufnahme, Lighthouse '79, aber das Label war so gut wie aufgelöst. Letztlich war es Ein-Mann-Betrieb, der von einem Mann von über 85 Jahren geführt wurde, meinte Joseph W. Washek.
In einem japanischen Buch, The Spiritual Jazz Labels, fand Matt Whitehurst, ein Plattensammler, insbesondere von Avantgarde Jazz und Free Jazz, eine Auflistung und Fotos der Nimbus West-Platten. Er begann nach ihnen zu suchen und kontaktierte 2014 Tom Albach, um herauszufinden, ob noch irgendwelche der Aufzeichnungen verfügbar waren. Er kaufte einige Platten und die beiden freundeten sich an und telefonierten häufig. Anfang 2019 besuchte Whitehurst Albach in seinem Haus in Albuquerque. Sie durchstöberten das Nimbus-West-Archiv nach unveröffentlichten Bändern, und Albach drückte sein Bedauern darüber aus, dass er die Arbeit, die er sich vorgenommen hatte, nicht abgeschlossen hatte und aufgrund seiner Gesundheit und seines fortgeschrittenen Alters niemals tun würde. Dann fragte er Whitehurst, ob er nach Albuquerque ziehen würde, um ihm bei der Arbeit am Label zu helfen und „den Job zu beenden, seine Vision zu verwirklichen“. Whitehurst stimmte zu und zog einige Wochen später nach Albuquerque. In den nächsten Jahren trafen sie sich häufig, um sich die mehr als hundert Stunden unveröffentlichter Bänder anzuhören und einen Veröffentlichungsplan und die Zukunft des Labels zu planen. Im November 2020 verstarb Albach und vermachte Nimbus West an Matt Whitehurst.
Darauf veröffentlichte Whitehurst auf dem von ihm wiederbelebten Label Nimbus West im Jahr 2020 den Mitschnitt Live at Century City Playhouse 9/9/79, bestehend aus drei LPs, mit der Musik eines zuvor unveröffentlichten Konzerts des Pan Afrikan Peoples Arkestra unter Leitung von Tapscott. Die Liner Notes stammten von Mark Weber, der bei diesem Auftritt vor Ort war und die Musiker kannte. Die Aufnahme wurde direkt von den Original-Mastertapes gemastert. Die Aufnahme war mit einem nicht professionellen Revox-Tonbandgerät mitgeschnitten worden, wahrscheinlich mit drei Mikrofonen. Während der Soli kann man Mitglieder der Band zur Aufmunterung rufen hören. Das Century City Playhouse war ein kleines Theater (10508 West Pico Boulevard) in West Los Angeles.

## Titelliste
- Horace Tapscott & Pan Afrikan Peoples Arkestra: Live at Century City Playhouse 9/9/79 ()[3]

A Jitterbug Waltz (Fats Waller) 

B Leland’s Song (Linda Hill) 

C1 Linda’s Story (Linda Hill) 

C2 Listen My Children (Horace Tapscott)

C3 Raisha’s New Dance (Horace Tapscott)

D Noissesprahs (Sabir Mateen) 

E Bibi Mkuu (Alan Hines) 

F Village Dance (Sabir Mateen)

## Rezeption
Die Musik sei der typische Arkestra-Mix aus Feuer und Schönheit, schrieb Joseph W. Washek. „Desert Fairy Princess“ fehle, aber der Rest der Arkestra „Hits“ sei vorhanden; „Village Dance“, „Leland’s Song“, „Noissesprhas“ und „Listen My Children“. Sabir Mateens „Noissesprahs“ zeige sein langes, tobendes, kreischendes Tenor-Solo mit hämmernder, rhythmischer Klavierbegleitung (wahrscheinlich von Linda Hill). Als das Solo endet, brechen das Publikum und die Band in Applaus aus. „Jitterbug Waltz“, die Fats-Waller-Melodie, beginne mit einem erstaunlichen Tapscott-Klaviersolo, das Thelonious Monk, Cecil Taylor und seinen eigenen einzigartigen rhythmischen Sinn mischt, bevor die Band einen sehr schnellen Walzertakt mit Congas und Semi-Funk spielt. Es sei ein humorvolles und kreatives Arrangement einer Melodie, die tausende Male gemacht wurde. Adele Sebastian spielt ein Flötensolo, melodisch und singbar, wie immer. Die anderen Bläser spielten solo und alle scheinen Spaß dabei zu haben. „Village Dance“ sei intensiv, hektisch und rockig mit schreienden Ermahnungen (Linda Hill?) über einem tiefen „in the cosmic pocket“-Bass-Groove.